# Gasponia penicillata
Gasponia penicillata är en skalbaggsart som först beskrevs av Charles Joseph Gahan 1904.  Gasponia penicillata ingår i släktet Gasponia och familjen långhorningar.
Artens utbredningsområde är:
- Malawi.
- Moçambique.
- Zimbabwe.

Inga underarter finns listade i Catalogue of Life.